# Ракина бара
Ракина бара е карстово езеро в Сърбия.

## Описание
Разположено е в Сремчица, община Чукарица на 180 метра надморска височина. Площта му е около 2 хектара. След дълъг период на суша доброволци решават да възобновят водоема и към 2021 година биологичното разнообразие в района е възстановено. Във водата плуват риби, наблюдават се щъркели, чапли, патици и други.